# Rio Melchior
O rio Melchior ou rio Belchior é um rio brasileiro do Distrito Federal, ele faz a divisão geográfica entres as regiões administrativas de Ceilândia e Samambaia.

É formado a partir da confluência do Ribeirão Taguatinga com o Córrego do Valo e o Córrego Gatumé, entre Ceilândia e Samambaia, dentro da Área de Relevante Interesse Ecológico Juscelino Kubitscheck, a 983 metros de atitude. Ele corre no sentido Nordeste-Sudoeste (NO-SO) até desaguar no Rio Descoberto, percorrendo cerca de 25 Km.

## Hidrografia

### Bacia Hidrográfica
Localizado na Bacia do Rio Descoberto que possui área de drenagem total de 895,9 km², onde a Bacia Melchior/Belchior corresponde a 23,2% desse total (207,8 km²). A Sub-Bacia do Rio Belchior/Melchior está compreendida entre as longitudes 48º02’30”W e 48º15’21”W e entre as latitudes 15º48’S e 15º55’17”S.

### Nascentes
O rio nasce na ARIE JK e ao longo de todo o seu percurso recebe, em seus leitos, inúmeras nascentes e pequenos córregos além de ser a foz de córregos de grande relevância.

### Mata Ciliar
Como a grande maioria dos córregos do Cerrado, o Rio Belchior/Melchiro possui uma mata ciliar que se alterna em pontos com a mata mais robusta, com árvores de médio e grande porte e áreas onde a mata ciliar praticamente é inexistente.

A mata ciliar, apresenta um bom estado de conservação, principalmente quando se afasta da área urbana, existem pontos com assoreamento das margens devido, principalmente, ao fluxo de água vindo das chuvas.

### Afluentes
Entre seus afluentes estão os mais importantes:

- Ribeirão Taguatinga   - Ao Nordeste, vindo de Taguatinga
- Córrego Gatumé        - Ao Sul, vindo de Samambaia
- Córrego do Valo       - Ao Nordeste, vindo de Ceilândia
- Córrego Grotão        - Ao Nordeste, vindo de Ceilândia
- Córrego do Meio       - Ao Nordeste, vindo de Ceilândia
- Córrego Embira Branco - Ao Norte, vindo de Ceilândia
- Córrego Guariroba     - Ao Norte, vindo de Ceilândia
- Córrego Toca do Lobo  - Ao Sudeste, vindo de Samambaia
- Córrego Areias        - Ao Noroeste, vindo de Ceilândia
- Córrego Gerival       - Ao Noroeste, vindo de Ceilândia
- Córrego Arrozal       - Ao Sudeste, vindo de Ceilândia
- Córrego Buriti Podre  - Ao Noroeste, vindo de Ceilândia
- Córrego Raizama       - Ao Sul, vindo de Samambaia
- Córrego Barra         - Ao Sul, vindo de Samambaia
- Córrego Cutia         - Ao Sul, vindo de Samambaia
- Ribeirão Salta Fogo   - Ao Norte, vindo de Ceilândia
- Córrego Cipo          - Ao Sudeste, vindo de Samambaia
- Córrego Barreiro      - Ao Norte, vindo de Ceilândia

O Rio também recebe grande parte da descarga pluvial das cidades de Ceilândia e Samambaia por meio de tubos de concreto espalhadas ao longo do rio e afluentes.

É cortado pela Rodovia DF-190, Rodovia DF-180, Rodovia Vicinal VC-311.

## Poluição e degradação ambiental
Por se tratar do rio principal, inevitavelmente será o destino do esgoto doméstico, e foi assim desde o início das décadas de 1965 com a criação das cidades de Taguatinga, Ceilândia e Samambaia, piorando a qualidade da água anos após ano.

Mesmo com a implantação da ETE-CAESB Melchior o rio não tem 100% do esgoto tratado, cerca de 90% da água que sai da estação é tratada, sem contar os despejos clandestinos de esgoto.

## Bacia
Região: Centro-Oeste
Unidade federativa: Distrito Federal
Região administrativa: Ceilândia e Samambaia
Bacia: Bacia Platina - Bacia do Paraná - Bacia do Rio Descoberto - Bacia Belchior/Melchior
Sub-bacia: Rio Belchior/Melchior
Bioma: Cerrado
Área: 207,8 Km²